# 南部利恭
南部 利恭（なんぶ としゆき）は、明治時代の大名・華族。位階爵位は正三位・伯爵。
陸奥国盛岡藩主だった父南部利剛は明治元年11月に改易となったが、同年12月に利恭が磐城国白石藩藩13万石に封じられて家名再興を許された。同藩初代藩知事を経て、明治2年に陸中国盛岡藩に移封されて旧領に復し、同藩藩知事となった。藩知事辞職後も死去まで華族南部家の戸主であり続け、明治17年の華族令施行で伯爵に列せられる。

## 略歴
第14代藩主・南部利剛の長男として誕生した。幼名は彦太郎、初名は剛毅。
文久3年（1863年）9月、幕府に丈夫届を提出する。慶応4年/明治元年の戊辰戦争において父・利剛は松平容保に党して政府に反逆したため、政府軍に降伏した後、11月に官位褫奪、12月7日に城地収公となった。
しかし12月17日には利剛の息子利恭に磐城国白石藩13万石が下賜されて家名再興を許された。
明治2年（1869年）6月18日、版籍奉還により白石藩知事に就任する。同年6月28日、従五位下・甲斐守に叙任する。版籍奉還の際に定められた個人財産たる家禄は、現米で6858石。
同年7月21日に旧領盛岡に復せられて、陸中国盛岡藩知事に転任。
しかし、明治3年7月10日より以前に藩知事を辞して郡県の制に復せんことを請う上表を提出。同日にこの上表が嘉納され、知事を免じられた。
利恭は藩知事辞職後も明治36年の死去まで華族南部家の戸主であり続けた。
明治9年（1876年）の金禄公債証書発行条例に基づき、家禄と引き換えに支給された金禄公債の額は、23万8183円7銭2厘（華族受給者中27位）。
明治17年（1884年）7月7日に華族令により華族が五爵制になると旧中藩知事として利恭は伯爵に列せられた。
明治36年10月9日に死去。爵位と家督は長男利祥が相続。

## 栄典
- 1884年（明治17年）7月7日 - 伯爵[8]
- 1896年（明治29年）6月20日 - 従三位[9]
- 1902年（明治35年）6月20日 - 正三位[10]

## 家族
- 父：南部利剛（1827年 - 1896年）
- 母：宮倭子（しづこ）[11]
- 正室：煕、照子 - 伊達宗城の六女、のち離縁
- 継室：幾姫 - 溝口直溥の七女
- 継室：喜久子（1856年 - 1902年）、浅野懋昭（としてる）の娘 - 長勲の実妹にあたる
  - 長男：南部利祥（1882年 - 1905年）
  - 次男：南部利淳（1884年 - 1930年）
  - 長女：南部庸子 - 毛利元秀室
  - 次女：南部恭子 - 島津久家室